# Призма (геометрия)
При́зма ({\displaystyle n}-угольная) (лат. prisma от др.-греч. πρίσμα «нечто отпиленное») — многогранник, две грани которого являются конгруэнтными (равными) многоугольниками ({\displaystyle n}-угольниками), лежащими в параллельных плоскостях, а остальные {\displaystyle n} граней — параллелограммы, имеющие общие стороны с этими многоугольниками.
Эти параллелограммы называются боковыми гранями призмы, а оставшиеся два многоугольника называются её основаниями.
Многоугольник, лежащий в основании, определяет название призмы: треугольник — треугольная призма, четырёхугольник — четырёхугольная; пятиугольник — пятиугольная (пентапризма) и т. д.
Призма является частным случаем цилиндра в общем смысле (некругового).

## Элементы призмы
| Название                                 | Определение | Обозначения на чертеже                                                                                       | Чертеж |
| Основания                                | Две грани, являющиеся конгруэнтными многоугольниками, лежащими в параллельных друг другу плоскостях.                                             | {\displaystyle ABCDE}, {\displaystyle KLMNP}                                                                 | Призма |
| Боковые грани                            | Все грани, кроме оснований. Каждая боковая грань обязательно является параллелограммом.                                                          | {\displaystyle ABLK}, {\displaystyle BCML}, {\displaystyle CDNM}, {\displaystyle DEPN}, {\displaystyle EAKP} | Призма |
| Боковая поверхность                      | Поверхность всех граней по кругу, но без оснований.                                                                                              | | Призма |
| Полная поверхность                       | Поверхность обоих оснований и всех граней боковой поверхности.                                                                                   | | Призма |
| Боковые рёбра                            | Общие стороны боковых граней. | {\displaystyle AK}, {\displaystyle BL}, {\displaystyle CM}, {\displaystyle DN}, {\displaystyle EP}           | Призма |
| Высота                                   | Отрезок, соединяющий плоскости, в которых лежат основания призмы и перпендикулярный этим плоскостям.                                             | {\displaystyle KR}                                                                                           | Призма |
| Диагональ                                | Отрезок, соединяющий две вершины призмы, не принадлежащие одной грани.                                                                           | {\displaystyle BP}                                                                                           | Призма |
| Диагональная плоскость                   | Плоскость, проходящая через боковое ребро призмы и диагональ основания.                                                                          | {\displaystyle EBP}                                                                                          | Призма |
| Диагональное сечение                     | Пересечение призмы и диагональной плоскости. В сечении образуется параллелограмм, в том числе его частные случаи — ромб, прямоугольник, квадрат. | {\displaystyle EBLP}                                                                                         | Призма |
| Перпендикулярное (ортогональное) сечение | Пересечение призмы и плоскости, перпендикулярной её боковому ребру.                                                                              | | Призма |

## Свойства призмы
- Основания призмы являются равными многоугольниками.
- Боковые грани призмы являются параллелограммами.
- Боковые рёбра призмы параллельны и равны.
- Объём призмы равен произведению её высоты на площадь основания:

{\displaystyle V=S\cdot h}
- Объём призмы с правильным n-угольным основанием равен

{\displaystyle V={\frac {n}{4}}hs^{2}\mathrm {ctg} {\frac {\pi }{n}}} (здесь s — длина стороны многоугольника).
- Площадь полной поверхности призмы равна сумме площади её боковой поверхности и удвоенной площади основания.
- Площадь боковой поверхности произвольной призмы {\displaystyle S=P\cdot l}, где {\displaystyle P} — периметр перпендикулярного сечения, {\displaystyle l} — длина бокового ребра.
- Площадь боковой поверхности прямой призмы {\displaystyle S=P\cdot h}, где {\displaystyle P} — периметр основания призмы, {\displaystyle h} — высота призмы.
- Площадь боковой поверхности прямой призмы с правильным {\displaystyle n}-угольным основанием равна

{\displaystyle A={\frac {n}{2}}s^{2}\mathrm {ctg} {\frac {\pi }{n}}+nsh.}
- Перпендикулярное сечение перпендикулярно ко всем боковым рёбрам призмы.
- Углы перпендикулярного сечения — это линейные углы двугранных углов при соответствующих боковых рёбрах.
- Перпендикулярное сечение перпендикулярно ко всем боковым граням.
- Двойственным многогранником прямой призмы является бипирамида.

## Виды призм
Призма, основанием которой является параллелограмм, называется параллелепипедом.
Прямая призма — это призма, у которой боковые рёбра перпендикулярны плоскости основания, откуда следует, что все боковые грани являются прямоугольниками.
Прямая прямоугольная призма называется также прямоугольным параллелепипедом. Символ Шлефли такой призмы — { }×{ }×{ }.
Правильная призма — это прямая призма, основанием которой является правильный многоугольник. Боковые грани правильной призмы — равные прямоугольники.
Правильная призма, боковые грани которой являются квадратами (высота которой равна стороне основания), является полуправильным многогранником. Символ Шлефли такой призмы — t{2,p}.
Прямые призмы с правильными основаниями и одинаковыми длинами рёбер образуют одну из двух бесконечных последовательностей полуправильных многогранников (другую последовательность образуют антипризмы).
Наклонными называются призмы, рёбра которых не перпендикулярны плоскости основания.
Усечённая призма — многогранник, который отсекается от призмы непараллельной основанию плоскостью. Усечённая призма сама призмой не является.

## Диаграммы Шлегеля
| Треугольная призма | 4-угольная призма | 5-угольная призма | 6-угольная призма | 7-угольная призма | 8-угольная призма |

## Симметрия
Группой симметрии прямой {\displaystyle n}-угольной призмы с правильным основанием является группа Dnh порядка 4n, за исключением куба, который имеет группу симметрии Oh порядка 48, содержащую три версии D4h в качестве подгрупп. Группой вращений является Dn порядка 2n, за исключением случая куба, для которого группой вращений является группа O порядка 24, имеющая три версии D4 в качестве подгрупп.
Группа симметрии Dnh включает центральную симметрию в том и только в том случае, когда n чётно.

## Обобщения

### Призматические многогранники
Призматический многогранник — это обобщение призмы в пространствах размерности 4 и выше. {\displaystyle n}-мерный призматический многогранник конструируется из двух (n − 1)-мерных многогранников, перенесённых в следующую размерность.
Элементы призматического n-мерного многогранника удваиваются из элементов (n − 1)-мерного многогранника, затем создаются новые элементы следующего уровня.
Возьмём {\displaystyle n}-мерный многогранник с элементами {\displaystyle f_{i}} (i-мерная грань, i = 0, …, n). Призматический ({\displaystyle n+1})-мерный многогранник будет иметь {\displaystyle 2f_{i}+f_{-1}} элементов размерности i (при {\displaystyle f_{-1}=0}, {\displaystyle f_{n}=1}).
По размерностям:
- Берём многоугольник с {\displaystyle n} вершинами и {\displaystyle n} сторонами. Получим призму с 2{\displaystyle n} вершинами, 3{\displaystyle n} рёбрами и {\displaystyle 2+n} гранями.
- Берём многогранник с v вершинами, e рёбрами и f гранями. Получаем (4-мерную) призму с 2v вершинами, {\displaystyle 2e+v} рёбрами, {\displaystyle 2f+e} гранями и {\displaystyle 2+f} ячейками.
- Берём 4-мерный многогранник с v вершинами, e рёбрами, f гранями и c ячейками. Получаем (5-мерную) призму с 2v вершинами, {\displaystyle 2e+v} рёбрами, {\displaystyle 2f+e} (2-мерными) гранями, {\displaystyle 2c+f} ячейками и {\displaystyle 2+c} гиперячейками.

#### Однородные призматические многогранники
Правильный {\displaystyle n}-многогранник, представленный символом Шлефли {p, q, ..., t}, может образовать однородный призматический многогранник размерности (n + 1), представленный прямым произведением двух символов Шлефли: {p, q, ..., t}×{}.
По размерностям:
- Призма из 0-мерного многогранника — это отрезок, представленный пустым символом Шлефли {}.
- Призма из 1-мерного многогранника — это прямоугольник, полученный из двух отрезков. Эта призма представляется как произведение символов Шлефли {}×{}. Если призма является квадратом, запись можно сократить: {}×{} = {4}.
  - Пример: Квадрат, {}×{}, два параллельных отрезка, соединённые двумя другими отрезками, сторонами.
- многоугольная призма — это 3-мерная призма, полученная из двух многоугольников (один получен параллельным переносом другого), которые связаны прямоугольниками. Из правильного многоугольника {p} можно получить однородную n-угольную призму, представленную произведением {p}×{}. Если p = 4, призма становится кубом: {4}×{} = {4, 3}.
  - Пример: Пятиугольная призма, {5}×{}, два параллельных пятиугольника связаны пятью прямоугольными сторонами.
- 4-мерная призма, полученная из двух многогранников (один получен параллельным переносом другого), со связывающими 3-мерными призматическими ячейками. Из правильного многогранника {p, q} можно получить однородную 4-мерную призму, представленную произведением {p, q}×{}. Если многогранник является кубом и стороны призмы тоже кубы, призма превращается в тессеракт: {4, 3}×{} = {4, 3, 3}.
  - Пример: додекаэдральная призма[англ.], {5, 3}×{}, два параллельных додекаэдра, соединённых 12 пятиугольными призмами (сторонами).

Призматические многогранники более высоких размерностей также существуют как прямые произведения двух любых многогранников. Размерность призматического многогранника равна произведению размерностей элементов произведения. Первый пример такого произведения существует в 4-мерном пространстве и называется дуопризмами, которые получаются произведением двух многоугольников. Правильные дуопризмы представляются символом {p}×{q}.
| Многоугольник |       |       |       |       |       |       |       |        |        |        |        |       |
| Мозаика       |       |       |       |       |       |       |       |        |        |        |        |       |
| Конфигурация  | 3.4.4 | 4.4.4 | 5.4.4 | 6.4.4 | 7.4.4 | 8.4.4 | 9.4.4 | 10.4.4 | 11.4.4 | 12.4.4 | 17.4.4 | ∞.4.4 |

### Скрученная призма и антипризма
Скрученная призма — это невыпуклый призматический многогранник, полученный из однородной q-угольной путём деления боковых граней диагональю и вращения верхнего основания, обычно на угол {\displaystyle {\frac {\pi }{q}}} радиан ({\displaystyle {\frac {180}{q}}} градусов), в направлении, при котором стороны становятся вогнутыми.
Скрученная призма не может быть разбита на тетраэдры без введения новых вершин. Простейший пример с треугольными основаниями называется многогранником Шёнхардта.
Скрученная призма топологически идентична антипризме, но имеет половину симметрий: Dn, [n,2]+, порядка 2n. Эту призму можно рассматривать как выпуклую антипризму, у которой удалены тетраэдры между парами треугольников.
| Треугольная            | Четырёхугольные                  | Четырёхугольные       | 12-угольная                              |
| ---------------------- | -------------------------------- | --------------------- | ---------------------------------------- |
| Многогранник Шёнхардта | Скрученная квадратная антипризма | Квадратная антипризма | Скрученная двенадцатиугольная антипризма |

### Связанные многогранники и мозаики
| Многоугольник |       |       |       |       |       |       |       |        |        |        |        |       |
| Мозаика       |       |       |       |       |       |       |       |        |        |        |        |       |
| Конфигурация  | 3.4.4 | 4.4.4 | 5.4.4 | 6.4.4 | 7.4.4 | 8.4.4 | 9.4.4 | 10.4.4 | 11.4.4 | 12.4.4 | 17.4.4 | ∞.4.4 |

| n                                  | 2                    | 3                 | 4                      | 5                         | 6                                     |
| Название                           | {2} \| t{2}          | {3} \| t{3}       | {4} \| t{4}            | {5} \| t{5}               | {6} \| t{6}                           |
| ---------------------------------- | -------------------- | ----------------- | ---------------------- | ------------------------- | ------------------------------------- |
| Купол                              | Диагональный купол   | Трёхскатный купол | Четырёхскатный купол   | Пятискатный купол         | Шестискатный купол (плоский)          |
| Связанные однородные многогранники | Треугольная призма · | Кубооктаэдр ·     | Ромбокубо- · октаэдр · | Ромбоикосо- · додекаэдр · | Ромботри- · шестиугольная · мозаика · |

#### Симметрии
Призмы топологически являются частью последовательности однородных усечённых многогранников с конфигурациями вершин (3.2n.2n) и [n,3].
| Варианты симметрии *n32 усечённых мозаик: 3.2n.2n | Варианты симметрии *n32 усечённых мозаик: 3.2n.2n | Варианты симметрии *n32 усечённых мозаик: 3.2n.2n | Варианты симметрии *n32 усечённых мозаик: 3.2n.2n | Варианты симметрии *n32 усечённых мозаик: 3.2n.2n | Варианты симметрии *n32 усечённых мозаик: 3.2n.2n | Варианты симметрии *n32 усечённых мозаик: 3.2n.2n | Варианты симметрии *n32 усечённых мозаик: 3.2n.2n | Варианты симметрии *n32 усечённых мозаик: 3.2n.2n | Варианты симметрии *n32 усечённых мозаик: 3.2n.2n | Варианты симметрии *n32 усечённых мозаик: 3.2n.2n | Варианты симметрии *n32 усечённых мозаик: 3.2n.2n |
| Симметрия *n32 [n,3]                              | Сферическая                                       | Сферическая                                       | Сферическая                                       | Сферическая                                       | Евклидова                                         | Компактная гиперболич.                            | Компактная гиперболич.                            | Параком- пактная                                  | Некомпактная гиперболич.                          | Некомпактная гиперболич.                          | Некомпактная гиперболич.                          |
| Симметрия *n32 [n,3]                              | *232 [2,3]                                        | *332 [3,3]                                        | *432 [4,3]                                        | *532 [5,3]                                        | *632 [6,3]                                        | *732 [7,3]                                        | *832 [8,3]...                                     | *∞32 [∞,3]                                        | [12i,3]                                           | [9i,3]                                            | [6i,3]                                            |
| ------------------------------------------------- | ------------------------------------------------- | ------------------------------------------------- | ------------------------------------------------- | ------------------------------------------------- | ------------------------------------------------- | ------------------------------------------------- | ------------------------------------------------- | ------------------------------------------------- | ------------------------------------------------- | ------------------------------------------------- | ------------------------------------------------- |
| Усечённые фигуры                                  |                                                   |                                                   |                                                   |                                                   |                                                   |                                                   |                                                   |                                                   |                                                   |                                                   |                                                   |
| Конфигурация                                      | 3.4.4                                             | 3.6.6                                             | 3.8.8                                             | 3.10.10                                           | 3.12.12                                           | 3.14.14                                           | 3.16.16                                           | 3.∞.∞                                             | 3.24i.24i                                         | 3.18i.18i                                         | 3.12i.12i                                         |
| Разделённые фигуры                                |                                                   |                                                   |                                                   |                                                   |                                                   |                                                   |                                                   |                                                   |                                                   |                                                   |                                                   |
| Конфигурация                                      | V3.4.4                                            | V3.6.6                                            | V3.8.8                                            | V3.10.10                                          | V3.12.12                                          | V3.14.14                                          | V3.16.16                                          | V3.∞.∞                                            |                                                   |                                                   |                                                   |

Призмы топологически являются частью последовательности скошенных многогранников с вершинными фигурами (3.4.n.4) и мозаик на гиперболической плоскости. Эти вершинно транзитивные фигуры имеют (*n32) зеркальную симметрию.
| Варианты симметрии *n42 расширенных мозаик: 3.4.n.4 | Варианты симметрии *n42 расширенных мозаик: 3.4.n.4 | Варианты симметрии *n42 расширенных мозаик: 3.4.n.4 | Варианты симметрии *n42 расширенных мозаик: 3.4.n.4 | Варианты симметрии *n42 расширенных мозаик: 3.4.n.4 | Варианты симметрии *n42 расширенных мозаик: 3.4.n.4 | Варианты симметрии *n42 расширенных мозаик: 3.4.n.4 | Варианты симметрии *n42 расширенных мозаик: 3.4.n.4 | Варианты симметрии *n42 расширенных мозаик: 3.4.n.4 |
| Симметрия *n32 [n,3]                                | Сферическая                                         | Сферическая                                         | Сферическая                                         | Сферическая                                         | Евклидова                                           | Компактная гиперболическая                          | Компактная гиперболическая                          | Паракомпактная                                      |
| Симметрия *n32 [n,3]                                | *232 [2,3]                                          | *332 [3,3]                                          | *432 [4,3]                                          | *532 [5,3]                                          | *632 [6,3]                                          | *732 [7,3]                                          | *832 [8,3]...                                       | *∞32 [∞,3]                                          |
| --------------------------------------------------- | --------------------------------------------------- | --------------------------------------------------- | --------------------------------------------------- | --------------------------------------------------- | --------------------------------------------------- | --------------------------------------------------- | --------------------------------------------------- | --------------------------------------------------- |
| Фигура                                              |                                                     |                                                     |                                                     |                                                     |                                                     |                                                     |                                                     |                                                     |
| Конфигурация                                        | 3.4.2.4                                             | 3.4.3.4                                             | 3.4.4.4                                             | 3.4.5.4                                             | 3.4.6.4                                             | 3.4.7.4                                             | 3.4.8.4                                             | 3.4.∞.4                                             |

#### Соединение многогранников
Существует 4 однородных соединения треугольных призм:
Соединение четырёх треугольных призм, соединение восьми треугольных призм, соединение десяти треугольных призм, соединение двенадцати треугольных призм.

#### Соты
Существует 9 однородных сот, включающих ячейки в виде треугольных призм:
- гироудлинённые альтернированные кубические соты[англ.],
- удлинённые альтернированные кубические соты[англ.],
- повёрнутые треугольные призматические соты,
- плосконосые квадратные призматические соты[англ.],
- треугольные призматические соты,
- треугольно-шестиугольные призматические соты,
- усечённые шестиугольные призматические соты,
- ромботришестиугольные призматические соты,
- плосконосые шестиугольные призматические соты,
- удлинённые треугольные призматические соты.

#### Связанные многогранники
Треугольная призма является первым многогранником в ряду полуправильных многогранников. Каждый последующий однородный многогранник содержит в качестве вершинной фигуры предыдущий многогранник. Торольд Госсет идентифицировал эту серию в 1900 как содержащую все фасеты правильных многомерных многогранников, все симплексы и ортоплексы (правильные треугольники и квадраты для случая треугольных призм). В нотации Коксетера треугольная призма задаётся символом −121.
| Группа Коксетера    | E₃=A₂A₁                        | E₄=A₄                               | E₅=D₅                                           | E₆                                                           | E₇                                                                        | E₈                                                                                     | E₉ = Ẽ₈ = E₈+                                                                                       | E₁₀ = T₈ = E₈++                                                                                                  |
| Диаграмма Коксетера | node · 3 · node_1 · 2 · node_1 | nodea · 3a · nodea · 3a · branch_10 | nodea · 3a · nodea · 3a · branch · 3a · nodea_1 | nodea · 3a · nodea · 3a · branch · 3a · nodea · 3a · nodea_1 | nodea · 3a · nodea · 3a · branch · 3a · nodea · 3a · nodea · 3a · nodea_1 | nodea · 3a · nodea · 3a · branch · 3a · nodea · 3a · nodea · 3a · nodea · 3a · nodea_1 | nodea · 3a · nodea · 3a · branch · 3a · nodea · 3a · nodea · 3a · nodea · 3a · nodea · 3a · nodea_1 | nodea · 3a · nodea · 3a · branch · 3a · nodea · 3a · nodea · 3a · nodea · 3a · nodea · 3a · nodea · 3a · nodea_1 |
| Симметрия           | [3−1,2,1]                      | [30,2,1]                            | [31,2,1]                                        | [32,2,1]                                                     | [33,2,1]                                                                  | [34,2,1]                                                                               | [35,2,1]                                                                                            | [36,2,1] |
| Порядок             | 12                             | 120                                 | 192                                             | 51 840                                                       | 2 903 040                                                                 | 696 729 600                                                                            | ∞                                                                                                   | ∞ |
| Граф                |                                |                                     |                                                 |                                                              |                                                                           |                                                                                        | -                                                                                                   | - |
| Обозначение         | −121                           | 021                                 | 121                                             | 221                                                          | 321                                                                       | 421                                                                                    | 521                                                                                                 | 621 |

#### Четырёхмерное пространство
Треугольная призма служит ячейкой во множестве четырёхмерных однородных 4-мерных многогранников, включая:
| тетраэдральная призма ·                | октаэдральная призма ·             | кубооктаэдральная призма ·    | икосаэдральная призма ·              | икосододекаэдральная призма ·          | усечённая додекаэдральная призма · |                            |                               |
|                                        |                                    |                               |                                      |                                        |                                    |                            |                               |
| ромбоикоси- · додекаэдральная призма · | ромбокуб- · октаэдральная призма · | усечённая кубическая призма · | плосконосая додекаэдральная призма · | n-угольная антипризматическая призма · |                                    |                            |                               |
|                                        |                                    |                               |                                      |                                        |                                    |                            |                               |
| скошенный 5-ячейник ·                  | скошено-усечённый 5-ячейник ·      | обструганный 5-ячейник ·      | струг-усечённый 5-ячейник ·          | скошенный тессеракт ·                  | скошено-усечённый тессеракт ·      | обструганный тессеракт ·   | струг-усечённый тессеракт ·   |
|                                        |                                    |                               |                                      |                                        |                                    |                            |                               |
| скошенный 24-ячейник ·                 | скошено-усечённый 24-ячейник ·     | обструганный 24-ячейник ·     | струг-усечённый 24-ячейник ·         | скошенный 120-ячейник ·                | скошено-усечённый 120-ячейник ·    | обструганный 120-ячейник · | струг-усечённый 120-ячейник · |
|                                        |                                    |                               |                                      |                                        |                                    |                            |                               |